# Огњена Земља (провинција)
Огњена Земља (шп. Tierra del Fuego, званичан назив: Провинција Огњена Земља, Антарктик и острва у јужном Атлантику (шп. Provincia de Tierra del Fuego, Antártida e Islas del Atlántico Sur) је провинција Аргентине смештена на крајњем југу земље. Једина копнена граница Огњене Земље налази се на западу са Чилеом.